# Rue Arsène-Houssaye
La rue Arsène-Houssaye est une rue du 8e arrondissement de Paris. 

## Situation et accès
Elle commence à hauteur du 152, avenue des Champs-Élysées et s’achève au 3, rue Beaujon.

## Origine du nom
Elle porte le nom de l'écrivain Arsène Houssaye (1814-1896), enrichi dans de fructueuses spéculations immobilières et propriétaire de plusieurs terrains dans le quartier, qui habitait un hôtel particulier édifié à l'emplacement de l'actuel 39, avenue de Friedland.

## Historique
La rue Arsène-Houssaye fut ouverte en 1825 au sein du lotissement du parc Beaujon entre l'avenue des Champs-Élysées et la rue Chateaubriand sous le nom d’« avenue de Chateaubriand ». En 1842, elle fut prolongée jusqu'à la rue Beaujon sous l'appellation de « rue du Bel-Respiro », du nom d'une villa du lotissement dans lequel elle avait été tracée. Elle reçut en 1897 le nom de « rue Arsène-Houssaye ».

## Bâtiments remarquables et lieux de mémoire

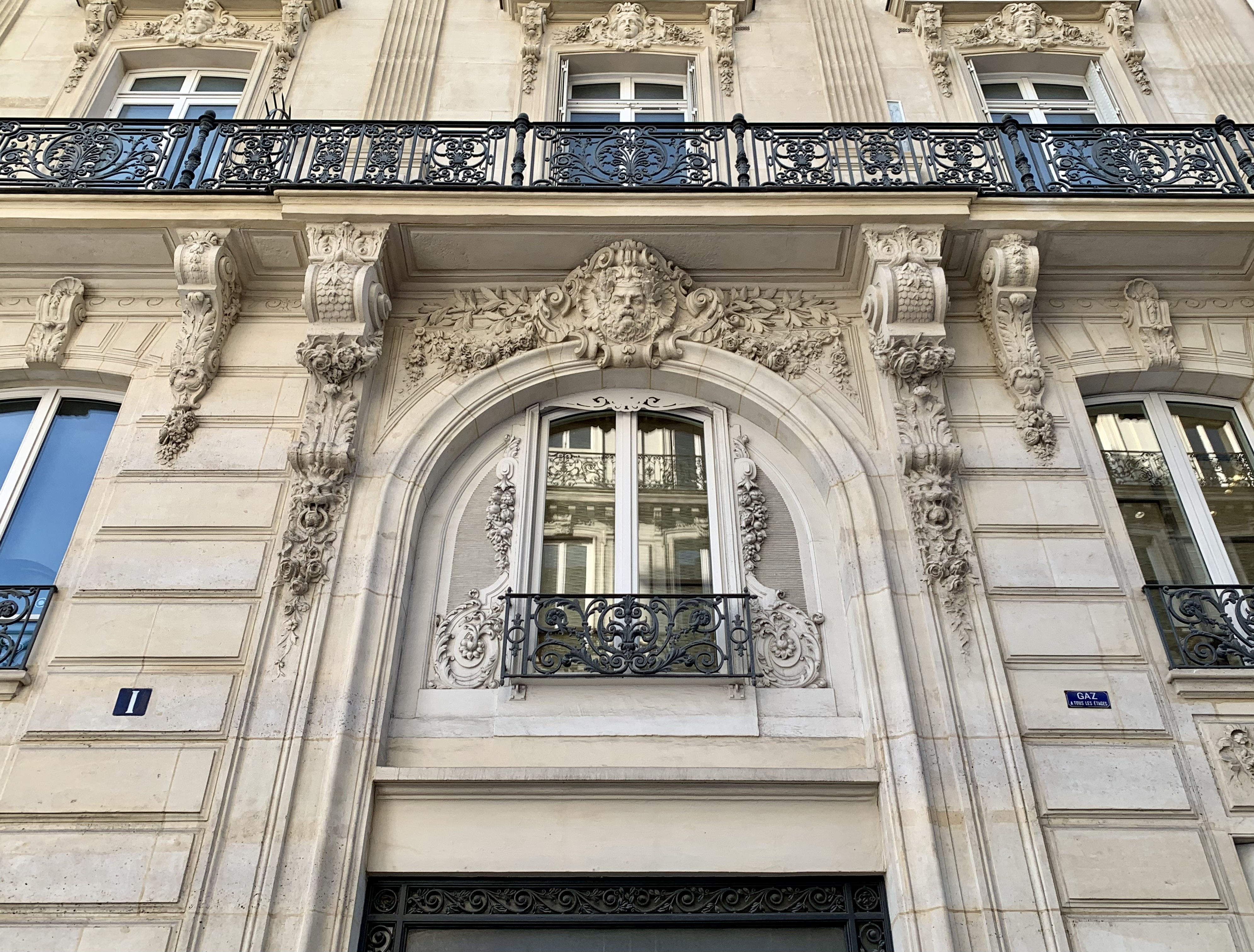
No 1.

- No 1 : Dodi Al-Fayed possédait un pied-à-terre parisien dans cet immeuble en 1997, au moment de son décès dans un accident de voiture en compagnie de Lady Diana. Dans le même immeuble mourut en 1914 Philippe Henri Delacroix-Durrieux (1907-1914), fils présumé de Léopold II de Belgique et de sa maîtresse en titre puis épouse morganatique Blanche Delacroix (1883-1948). Benjamin Berkeley Hotchkiss y est mort le 14 février 1885.
- No 3 : restaurant Le Chiberta, appartenant aujourd'hui à Guy Savoy, installé au rez-de-chaussée d'un immeuble en pierre de taille construit dans les années 1920 à la place d'un hôtel particulier[2].
- No 4 : 
  - La Villa d'Este fut un des hauts lieux du jazz à Paris dans les années 1930. De nombreux artistes s'y sont produits tels Bill Coleman, Charlie Johnson, John Ferrier et la formation de Freddie Taylor à laquelle Django Reinhardt participa en 1935[3]. Ce cabaret a eu aussi pour nom  le Rio Rita, en 1933-1934, L'Amiral en 1942, ...
  - entrée des portiques des Champs-Élysées, ensemble de galeries construit en 1928 pour relier la rue Arsène-Houssaye aux nos 144-146 avenue des Champs-Élysées et au no 21, rue Lord Byron[4].
- No 6 : immeuble habité par l'acteur Ernest Coquelin dit Coquelin cadet (1848-1909).
- No 11 : immeuble habité par la célèbre famille Hamelin entre 2001 et 2016[réf. nécessaire].
- No 11 bis : immeuble habité par Auguste Chéramy (1840-1912)[5], avoué et collectionneur d'art. Sa collection, comprenant des œuvres de David, Delacroix, Corot (Le Sommeil de Diane ou la nuit, 1865, musée du Louvre ; L'Hymne au soleil. Orphée saluant la lumière, 1865, ibid.), Degas, Millet, Constable, Reynolds fut dispersée aux enchères en avril 1913.
- La rue a accueilli le Caramel Club, où Claude François fut batteur avant de devenir célèbre comme chanteur[6].

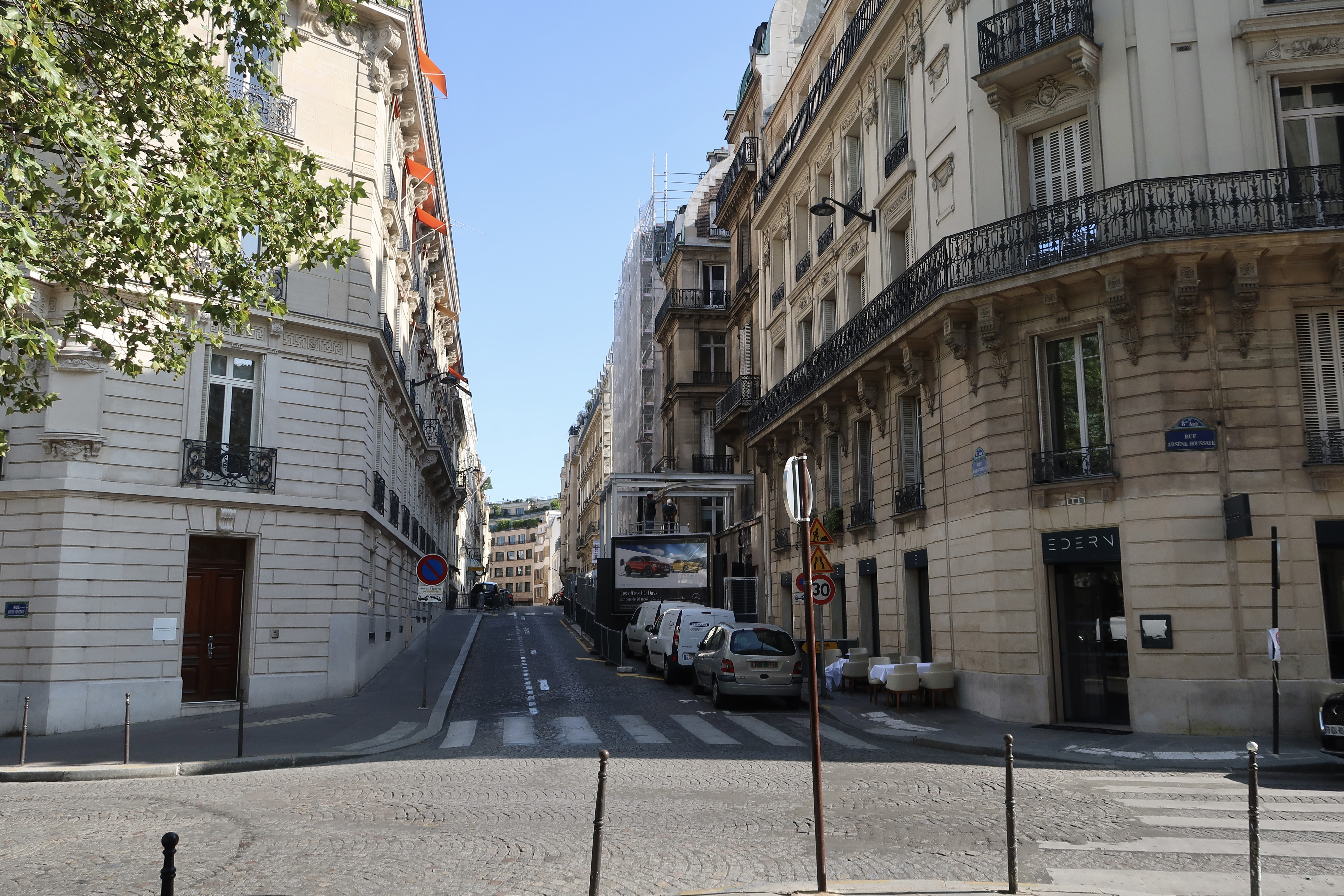
Au croisement avec la rue Lord-Byron.

## Sources
- Rue « Arsène-Houssaye » sur le site « Mon village : le faubourg du Roule et ses environs » www.apophtegme.com (consulté le 21 janvier 2009)
- Félix de Rochegude, Promenades dans toutes les rues de Paris : VIIIe arrondissement, Paris, Hachette, 1910 (lire en ligne).